# Gökburç
Koordinaten: 36° 30′ 29,5″ N, 34° 0′ 33,5″ O

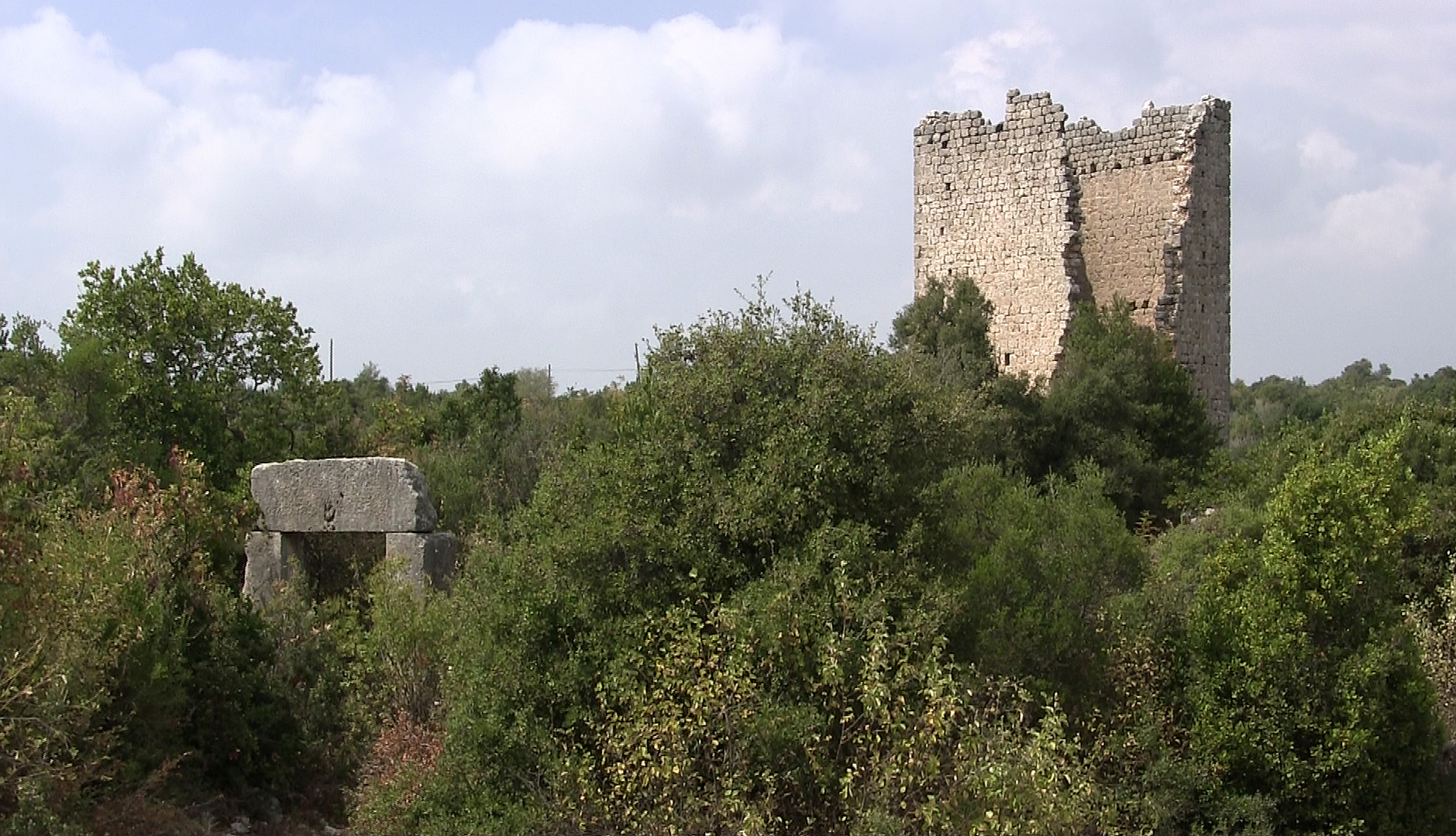
Turm und Tür des Gutshofes von Gökburç

Gökburç ist der Name eines Weilers im türkischen Landkreis Silifke, in dem Relikte einer römischen Siedlung und eines Gutshofes liegen.

## Lage
Gökburç ist ein Teil des Dorfes Ovacık, das zum Landkreis Silifke der Provinz Mersin gehört. Im Altertum wurde die Gegend zum Rauen Kilikien (Kilikia Tracheia) gerechnet. Es liegt einen Kilometer östlich des Ortskerns von Ovacık. An der Stelle treffen sich zwei Wege, die von der Mittelmeerküste kommend nach Uzuncaburç, dem antiken Olba und Diokaisareia, weiterführen. Der östliche kommt von Narlıkuyu über die Korykischen Grotten (türkisch Cennet ve Cehennem) und Hasananaliler, der südliche von Atakent, dem antiken Korasion, vorbei an den Ruinenstätten von Paslı, Tekkadın und Mezgit Kalesi. Der Ort liegt damit im olbischen Hochland, etwa 15 Kilometer nördlich von Silifke, dem antiken Seleukeia am Kalykadmos, ebensoweit nordwestlich von Kızkalesi (antik Korykos) und zwölf Kilometer südöstlich von Uzuncaburç.

## Beschreibung
Im Ort sind spärliche Reste von Wohnhäusern aus späthellenistisch-kaiserzeitlicher Zeit, größtenteils in polygonaler Bauweise, vorhanden. Im Westen lag ein befestigter Gutshof (Villa rustica). Sein Grundriss war trapezförmig, er war mit einer umlaufenden Mauer befestigt, die an drei Ecken über Türme verfügte. Lediglich einer davon ist in beträchtlicher Höhe von etwa 18 Metern und vier Stockwerken erhalten. Die Decken der Geschosse bestanden aus eingelegten Holzbalken, das Treppenhaus war wohl ebenfalls aus Holz. Die zwischen 0,54 und 0,67 Meter starken Wände waren von schmalen Schlitzfenstern durchbrochen. Die Umfassungsmauer hat zwei Türen im Nordwesten und Südosten. An einem Mauerrest am Turm ist erkennbar, dass die Außenmauer eine Höhe von zwei Stockwerken hatte. Die Mauern im Inneren des Gehöfts sind bis auf wenige Reste verschüttet, eine heute wieder genutzte Zisterne ist im Innenraum vorhanden. Baumaterial sind für die Gegend typische Handquader aus Kalkstein, für Türrahmen und -stürze wurden monolithe Großquader verwendet.
Da die Befestigung von Landgütern im 4. Jahrhundert n. Chr. aufkam, wird die Villa rustica in diese Zeit datiert.

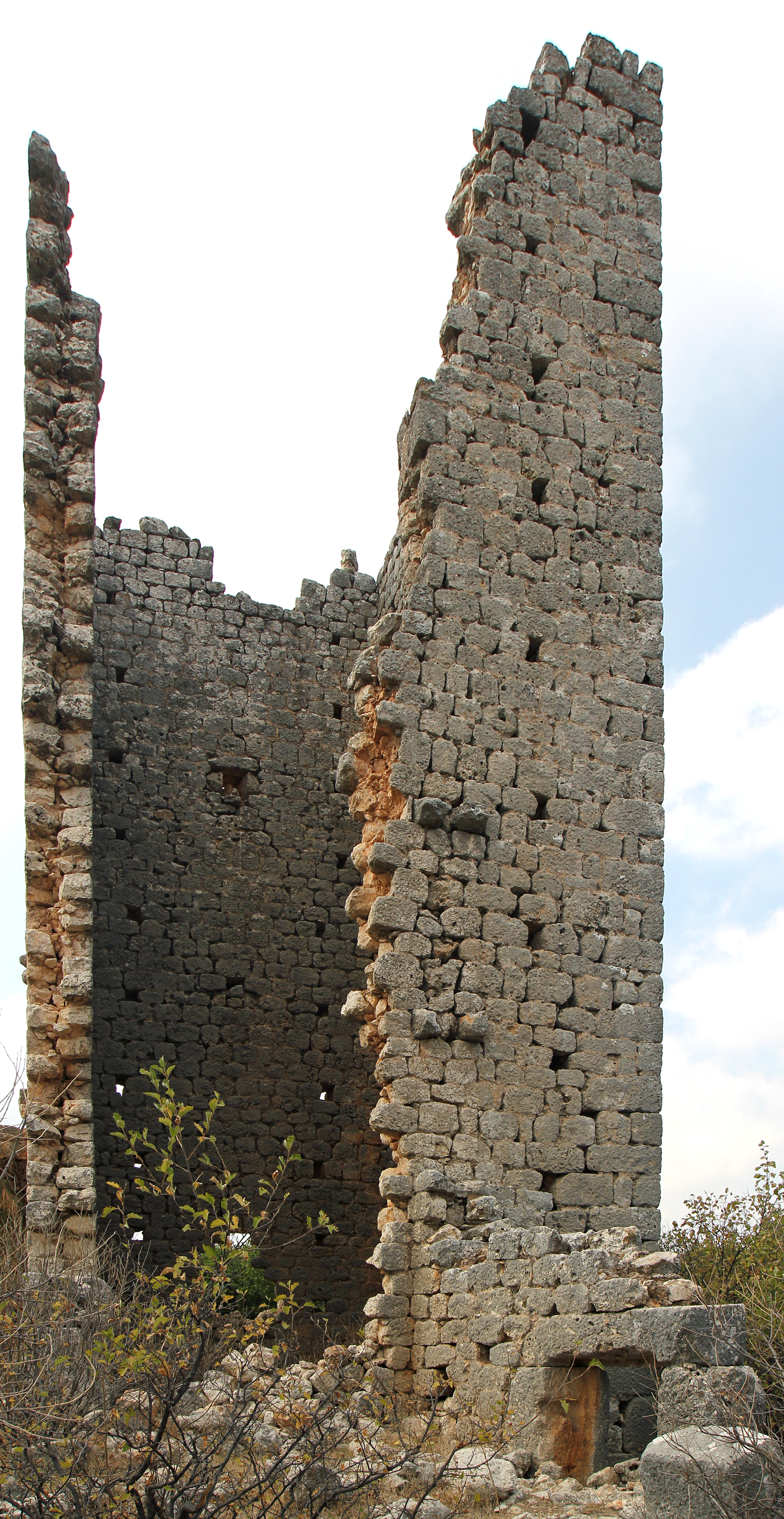
Turm mit Tür und Maueransatz
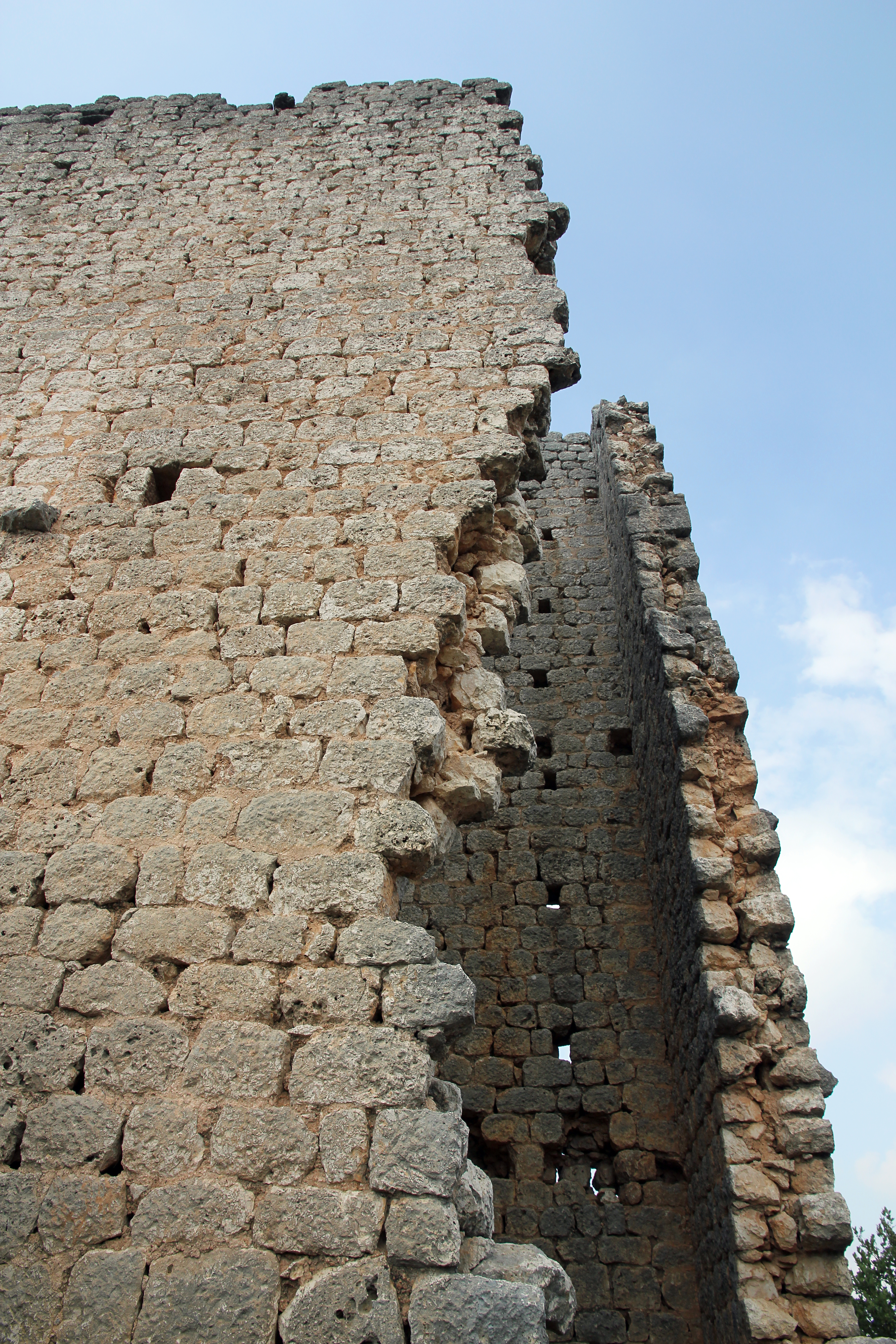
Turm
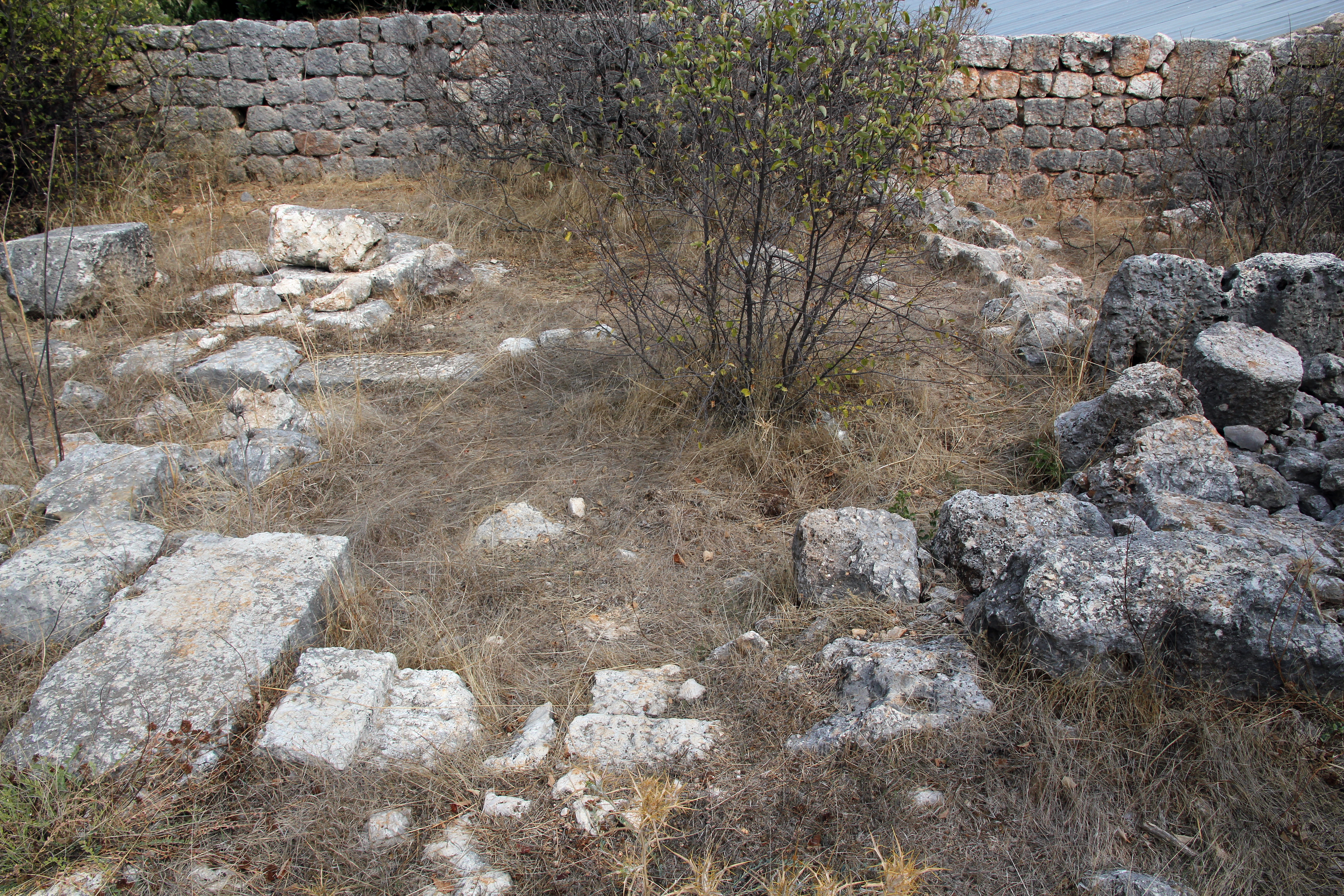
Grundmauern im Innenraum des Gutshofs
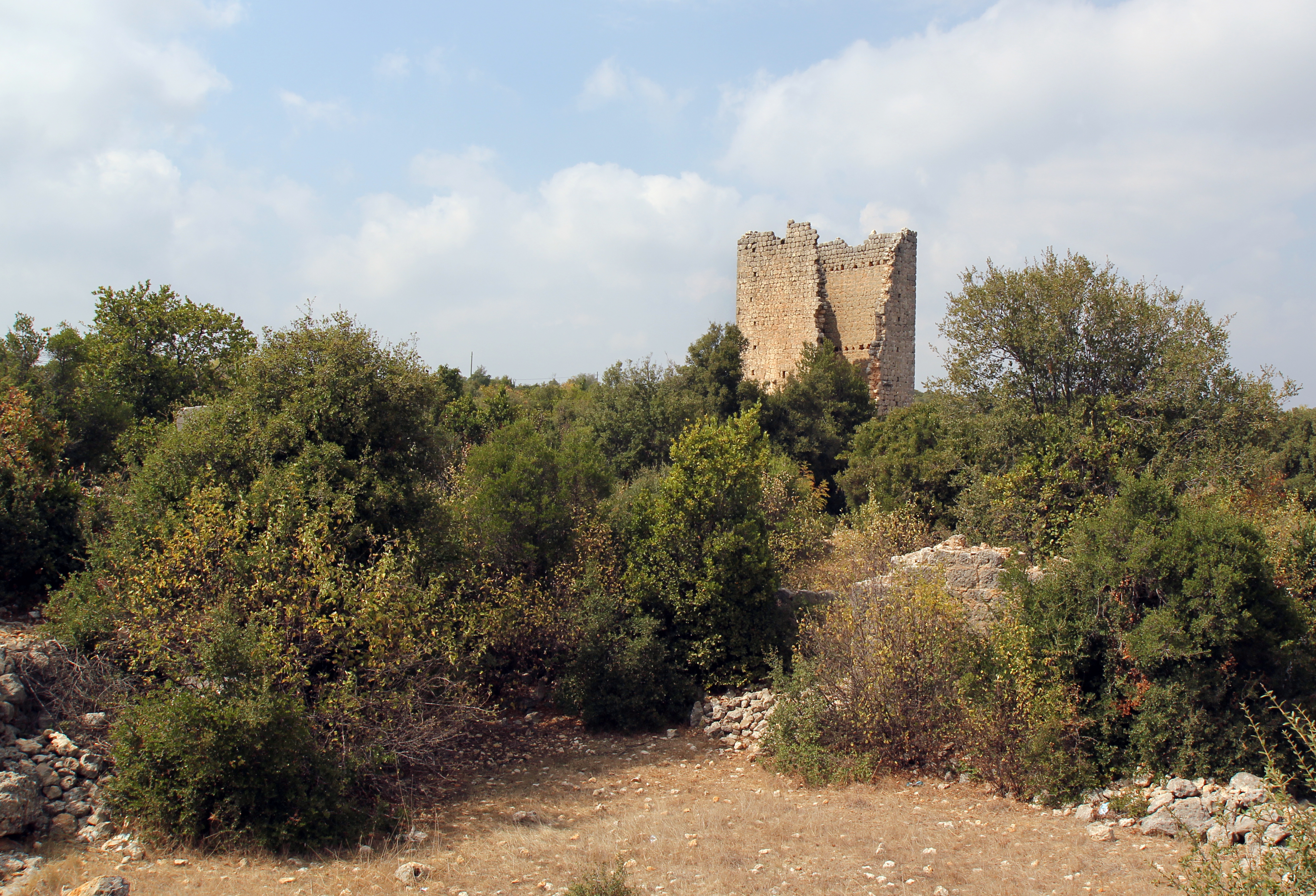
Turm und Teil der Umfassungsmauer